# Liste von Selbstmordanschlägen der Al-Aqsa-Märtyrerbrigaden
Die Liste von Selbstmordanschlägen der Al-Aqsa-Märtyrerbrigaden ist eine Übersichtsliste von Selbstmordanschlägen, die von der militant-palästinensischen Untergrundbewegung Al-Aqsa-Märtyrerbrigaden (arabisch كتائب شهداء الأقصى, DMG Katāʾib Šuhadāʾ al-Aqṣā) durchgeführt wurden. Die Brigaden sind der bewaffnete Arm der säkularen Fatah-Bewegung. Sie sind für mindestens 32 Selbstmordanschläge in Israel, im Gazastreifen und im Westjordanland zwischen den Jahren 2002 bis Ende 2006 verantwortlich. Sie ereigneten sich damit in der Zeit der Zweiten Intifada.

## Liste der Selbstmordanschläge
Die Liste folgt primär der Auflistung von Muhammad H. Hafez: Manufacturiung Human Bombs – The Making of Palestinian Suicide Bombers, United States Institute of Peace, Washington D.C., 2006. Abweichende Angaben bzw. Quellen werden als Einzelnachweise angegeben.
| Nr. | Datum              | Anschlagsort                                                                             | Opfer | Opfer        | Attentäter | Attentäter                | Attentäter | Attentäter | andere Reklamationen                                                             | Quellen      |
| Nr. | Datum              | Anschlagsort                                                                             | Tote  | Verletzte    | Anzahl     | Name                      | Alter      | Geschlecht | andere Reklamationen                                                             | Quellen      |
| --- | ------------------ | ---------------------------------------------------------------------------------------- | ----- | ------------ | ---------- | ------------------------- | ---------- | ---------- | -------------------------------------------------------------------------------- | ------------ |
| 1   | 27. Januar 2002    | Jerusalem (→ Anschlag in der Jaffa-Straße 2002)                                          | 1     | 100 bis 150  | 1          | Wafa Idris                | 20         | weiblich   |                                                                                  | [ 3 ] [ 4 ]  |
| 2   | 30. Januar 2002    | Tayyibe (Anschlag auf Treffpunkt mit zwei Schin-Bet-Agenten)                             | 0     | 2            | 1          | Murad Abu Asal            | 22         | männlich   |                                                                                  | [ 3 ]        |
| 3   | 18. Februar 2002   | Straße zwischen Maʿale Adummim und Jerusalem (Zünden von Autobombe bei Polizeikontrolle) | 1     | 0/1          | 1          | Muhammad Hamuda           | unbek.     | männlich   | Var.: Tanzim (Attentäter: Yasser Odeh, 34)                                       | [ 3 ]        |
| 4   | 27. Februar 2002   | Maccabim (Anschlag auf Checkpoint)                                                       | 0     | 5            | 1/3        | Darin Abu Aischa          | 21         | weiblich   |                                                                                  | [ 3 ] [ 10 ] |
| 5   | 2. März 2002       | Jerusalem (Anschlag auf Synagoge)                                                        | 10    | 40/46        | 1          | Muhammad Daraghmeh        | 20         | männlich   | Var.: Tanzim                                                                     | [ 3 ]        |
| 6   | 7. März 2002       | Ariel (Anschlag auf Hotel)                                                               | 0/1   | 10/14        | 1          | Shadi Nasr                | 24         | männlich   |                                                                                  | [ 3 ]        |
| 7   | 21. März 2002      | Jerusalem (Anschlag auf Einkaufsstraße)                                                  | 3     | 60/86        | 1          | Muhammad Hashaika         | 22         | männlich   |                                                                                  | [ 3 ]        |
| 8   | 26. März 2002      | Jerusalem (Vereitelter Anschlag auf Einkaufszentrum)                                     | 0     | 0            | 2          | Shadi Shaker Hamamreh     | 22         | männlich   |                                                                                  | [ 3 ]        |
| 8   | 26. März 2002      | Jerusalem (Vereitelter Anschlag auf Einkaufszentrum)                                     | 0     | 0            | 2          | Khaled Yusuf Dabash       | 19         | männlich   |                                                                                  | [ 3 ]        |
| 9   | 29. März 2002      | Jerusalem (→ Anschlag auf den Kiryat HaYovel-Supermarkt)                                 | 2     | 28/30        | 1          | Ayat al-Akhras            | 18         | weiblich   |                                                                                  | [ 3 ]        |
| 10  | 30. März 2002      | Tel Aviv (Anschlag auf Café)                                                             | 1     | 30           | 1          | Muhannad Salahat          | 23         | männlich   |                                                                                  | [ 3 ]        |
| 11  | 31. März 2002      | Efrat (Anschlag auf Krankenstation)                                                      | 0     | 4/6          | 1          | Jamil Khalaf Hamid        | 16/17      | männlich   |                                                                                  | [ 3 ]        |
| 12  | 1. April 2002      | Jerusalem (Anschlag auf Checkpoint)                                                      | 1     | 2            | 1          | Rami Muhammad Issa        | 19         | männlich   |                                                                                  | [ 3 ]        |
| 13  | 2. April 2002      |                                                                                          | 0     | 0            | 1          | Akram Khalifa             | 21         | männlich   |                                                                                  | [ 3 ]        |
| 14  | 12. April 2002     | Jerusalem (→ Anschlag auf den Mahane-Yehuda-Markt 2002)                                  | 6     | 50/104       | 1          | Andalib Taqatqa           | 20         | weiblich   |                                                                                  | [ 3 ]        |
| 15  | 22. Mai 2002       | Rischon LeZion (Anschlag auf Fußgängerzone)                                              | 2/3   | 36/50        | 1          | Issa Bdeir                | 16/17      | männlich   |                                                                                  | [ 3 ]        |
| 16  | 23./24. Mai 2002   | al-Bireh (Anschlag auf Club)                                                             | 0     | 5/7          | 1          | Amr Shukani               | 19/26      | männlich   |                                                                                  | [ 3 ]        |
| 17  | 11./12. Juni 2002  | Herzlia (Anschlag auf Restaurant)                                                        | 1     | 12/15        | 1          | Omar Ziada                | 29/30      | männlich   | Var.: Hamas                                                                      | [ 3 ]        |
| 18  | 19. Juni 2002      | Jerusalem (Anschlag auf Bushaltestelle)                                                  | 7     | 35/37/50     | 1          | Saed Awadi                | 17         | männlich   | Var.: Hamas Var.: Tanzim                                                         | [ 3 ]        |
| 19  | 30. Juli 2002      | Jerusalem (Anschlag auf Fast Food-Restaurant)                                            | 0     | 5            | 1          | Muhsin Atta               | 17         | männlich   |                                                                                  | [ 3 ]        |
| 20  | 5. Januar 2003     | Tel Aviv (Anschlag auf Bushaltestelle)                                                   | 23    | 100/120      | 2          | Samer Nouri               | 19         | männlich   | Hamas, Islamischer Dschihad in Palästina                                         | [ 3 ]        |
| 20  | 5. Januar 2003     | Tel Aviv (Anschlag auf Bushaltestelle)                                                   | 23    | 100/120      | 2          | Burak Khelfi              | 20         | männlich   | Hamas, Islamischer Dschihad in Palästina                                         | [ 3 ]        |
| 21  | 24. April 2003     | Kfar Saba (Anschlag auf Zughaltestelle)                                                  | 1     | 9/13         | 1          | Ahmed Khaled Khatib       | 18         | männlich   |                                                                                  | [ 3 ]        |
| 22  | 29./30. April 2003 | Tel Aviv (Anschlag auf Café)                                                             | 3     | 60           | 2          | Asif Mohammad Hanifa      | 21/22      | männlich   |                                                                                  | [ 3 ]        |
| 22  | 29./30. April 2003 | Tel Aviv (Anschlag auf Café)                                                             | 3     | 60           | 2          | Omar Khan Sharif          | 27         | männlich   |                                                                                  | [ 3 ]        |
| 23  | 19. Mai 2003       | Afula (→ Anschlag auf Einkaufszentrum in Afula 2003)                                     | 3     | 70           | 1          | Hiba Daraghmeh            | 19         | weiblich   |                                                                                  | [ 3 ]        |
| 24  | 12. August 2003    | Rosch haAjin (Anschlag auf Einkaufszentrum)                                              | 1     | 10           | 1          | Islam Yousef Qteishat     | 17         | männlich   | Var.: Keine Reklamation                                                          | [ 3 ]        |
| 25  | 3. November 2003   | Azzun (Anschlag auf Soldatengruppe)                                                      | 0     | 1            | 1          | Sabih Abu Saud            | 16         | männlich   | Var.: Keine Reklamation                                                          | [ 3 ]        |
| 26  | 29. Januar 2004    | Jerusalem (Anschlag auf Bus)                                                             | 10-12 | 50 oder mehr | 1          | Ali Jaara                 | 24         | männlich   | Hamas                                                                            | [ 3 ]        |
| 27  | 22. Februar 2004   | Jerusalem (Anschlag auf Bus)                                                             | 8     | 60/72        | 1          | Mohammed Za'ul            | 23         | männlich   |                                                                                  | [ 3 ]        |
| 28  | 13./14. März 2004  | Aschdod (Anschlag auf Hafen)                                                             | 10    | 18/20        | 2          | Nabil Ibrahim Masoud      | 17/18      | männlich   |                                                                                  | [ 3 ]        |
| 28  | 13./14. März 2004  | Aschdod (Anschlag auf Hafen)                                                             | 10    | 18/20        | 2          | Muhammad Zahil Salem      | 18         | männlich   |                                                                                  | [ 3 ]        |
| 29  | 17. April 2004     | Erez (Anschlag auf Grenzübergang)                                                        | 1     | 3            | 1          | Fadi al-Amoudi            | 22         | männlich   | Var.: Keine Reklamation                                                          | [ 3 ]        |
| 30  | 14. September 2004 | Qalqiliya (Anschlag auf Checkpoint)                                                      | 0     | 3            | 1          | Yusef Ighbariyeh          | 22/24      | männlich   | Var.: Keine Reklamation Var.: Hamas und Tanzim                                   | [ 3 ]        |
| 31  | 23. September 2004 | Jerusalem (Anschlag auf Checkpoint)                                                      | 2-3   | 12–17, 16-17 | 1          | Zainab Abu Salem          | 18 / 19    | weiblich   |                                                                                  | [ 3 ]        |
| 32  | 28. August 2005    | Beʾer Scheva (Anschlag auf Bushaltestelle)                                               | 0     | 40           | 1          | Alaa Zaakik               | 25         | männlich   |                                                                                  | [ 51 ]       |
| 33  | 30. März 2006      | Kedumim (Anschlag auf Auto)                                                              | 3/4/5 | 0            | 1          | Mahmoud Marsharka         | 24         | männlich   |                                                                                  | [ 4 ]        |
| 34  | 29. Januar 2007    | Eilat (Anschlag auf Bäckerei)                                                            | 3     | 0            | 1          | Mohammed Faisal al-Siksik | 20         | männlich   | Islamischer Dschihad in Palästina (evtl. Gemeinschaftsaktion), Army of Believers | [ 56 ]       |
| 35  | 22. Mai 2008       | Erez (Anschlag auf Grenzübergang)                                                        | 0     | 0            | 1/2        | Ibrahim Nasser            | 23         | männlich   |                                                                                  |              |
| 35  | 22. Mai 2008       | Erez (Anschlag auf Grenzübergang)                                                        | 0     | 0            | 1/2        | unbekannt                 | unbk.      | unbk.      |                                                                                  |              |